# Harald Jernström
Harald Gustaf Jernström, född 20 oktober 1882 i Fredrikshamn i Finland, död 23 november 1946 i Helsingfors, var en finlandssvensk redaktör och översättare.
Jernström var son till generalmajoren Carl Gustaf Alarik Jernström (1848–1904) och Alma Eugenie Löfström. Han var bror till konstnären Arne Jernström (1879–1937) och Erik Jernström (1886–1971). Harald Jernström gifte sig 1915 med Saima Rosina Ahlberg.
Jernström arbetade som översättare på nyhetsbyrån Suomen uutistoimisto 1906–1908, tillhörde redaktionen för Åbo Underrättelser 1911–1916 och var redaktör för Finansbladet från 1924.  

## Skrifter (urval)
- Firmor i Finland (Finansbladet, 1929-1934)
- Alla aktieägares bok om de börsnoterade bolagens bokslut (1931)

## Översättningar (urval)
- Joseph Conrad: I fjärran farvatten: tre berättelser (Bonnier, 1914)
- John Galsworthy: Den svarta blomman (1915)
- Charles C. G. D. Roberts: Brannigans Mary och andra historier om djur och människor (Bonnier, 1918)
- Robert Louis Stevenson: Bortsnappad: anteckningar om David Balfours äventyr år 1751 (Bonnier, 1921)
- Arnold Bennett: Nöjenas stad (Bonnier, 1922)
- Cleone Knox: En ung societetsdams dagbok året 1764-1765 (utgiven av Alexander Blacker Kerr) (Bonnier, 1926) (The diary of a young lady of fashion in the year 1764-1765)
- Aldous Huxley: Det underbara leendet (Wahlström & Widstrand, 1934) (Mortail coils)
- Geoffrey Chaucer: Canterburysägner (1938)
- Kalervo Reponen: Vid Summa och Viborgska viken (Fahlcrantz & Gumælius, 1940) (Etulinjoilla Summassa, Yläsommeessa ja Viipurinlahdella)
- Hans Martin: Räkna de lyckliga stunderna blott (Fahlcrantz & Gumælius, 1940) (Getijden)
- Anthony Trollope: Biskopen i Barchester (Saxon & Lindström, 1947) (Barchester Towers)